# Gourdou-Leseurre GL-832 HY
Gourdou-Leseurre GL-832 HY là một loại thủy phi cơ trinh sát hạng nhẹ trang bị cho tàu chiếc, do hãng Gourdou-Leseurre thiết kế chế tạo cho Hải quân Pháp.

## Biến thể
GL-830 HY
GL-831 HY
GL-832 HY

## Quốc gia sử dụng
Pháp
- Hải quân Pháp

## Tính năng kỹ chiến thuật (GL-832 HY)
Dữ liệu lấy từ The Illustrated Encyclopedia of Aircraft (Part Work 1982-1985), 1985, Orbis Publishing, Page 1994
Đặc điểm tổng quát
- Kíp lái: 2
- Chiều dài: 8,74 m (28 ft 8 in)
- Sải cánh: 13 m (42 ft 7¾ in)
- Chiều cao: 3,48 m (11 ft 5 in)
- Diện tích cánh: 29,50 m2 (317,55 ft2)
- Trọng lượng rỗng: 1108 kg (2443 lb)
- Trọng lượng có tải: 1696 kg (3739 lb)
- Powerplant: 1 × Hispano-Suiza 9Qb, 172 kW (230 hp)

Hiệu suất bay
- Vận tốc cực đại: 196 km/h (122 mph)
- Tầm bay: 590 km (367 dặm)
- Trần bay: 5000 m (16.405 ft)

Vũ khí trang bị
- 1 súng máy Vickers 7,7mm (0.303 in)